# لئونید گوزمان
لئونید گوزمان (انگلیسی: Leonid Gozman؛ زادهٔ ۱۳ ژوئیهٔ ۱۹۵۰ در لنین‌گراد) سیاستمدار اهل روسیه است که سابقاً رئیس حزب «اتحادیهٔ نیروهای راست» بود.
گوزمان در سال ۱۹۷۶ در رشتهٔ روان‌شناسی از دانشگاه دولتی مسکو مدرک دکتری‌اش را دریافت کرد و از همان زمان در این دانشگاه شروع به تدریس نمود.
در سپتامبر ۲۰۱۴ و پس از جنگ روسیه و اوکراین، گوزمان اعلامیه‌ای را امضا کرد که در آن خواستار «توقف ماجراجویی تهاجمی، عقب‌نشینی از خاک اوکراین، توقف حمایت‌های تبلیغاتی، مالی و نظامی از جدایی‌طلبان در جنوب شرق اوکراین و فراخواندن نیروهای روسی» شده بود. او دوباره طومار ضد جنگی را در ژانویهٔ ۲۰۲۲ در طی بحران ۲۰۲۱–۲۰۲۲ روسیه و اوکراین امضا کرد.
در ۲۵ ژوئیهٔ ۲۰۲۲، او توسط پلیس روسیه در مسکو «به دلیل عدم اطلاع‌رسانی سریع به مقامات در مورد داشتن شهروندی اسرائیل» بازداشت شد.
او در اوت ۲۰۲۲ به دلیل انتشار یک پست در فیسبوک که در آن هیتلر را با استالین مقایسه کرده بود و رفتارهای کمیساریای خلق در امور داخلی را وحشتناک‌تر از اس‌اس دانسته بود، به مدت ۱۵ روز بازداشت شد.